# Fernando Fernández Rego
Fernando Fernández Rego, nacido en Ferrol el 25 de mayo de 1979, es un profesor, periodista y escritor gallego.

## Carrera
Se licenció en Química por la Universidad de Santiago de Compostela y es profesor en el IES Castro Alobre.  Es el administrador del sitio web de música LaFonoteca.net.  Escribe para Mondosonoro, Rockdelux,  Luzes y colabora con múltiples plataformas, tanto digitales como impresas. También colaboró en Grial como coordinador de la sección musical. 
Junto a Sergio Peck (Carrero Bianco) es responsable del sello discográfico Ferror Records. 

## Obra

### Narrativa
- Desorden ( 2009 ). Ediciones Oblicuas. Un tratado sobre el existencialismo post-punk. Novela. [8]
- Blues From A Gun: Secuencias interiores ( 2011 ). Relato y poesía.

### Ensayo
- 50 años de pop, rock y malas palabras en la música gallega ( 2010 ). Toxosoutos. Libro y CD. [9]
- Galicia en Clips ( 2012 ), Con Pablo Portero. Regresar.
- Una historia de la música en Galicia. 1952-2018 ( 2019 ). Galaxia. 848 páginas. Libro de bolsillo de la editorial . [10]
- Años 80. Movimiento, Atlanticismo, Vanguardia, Underground ( 2024 ). Vigo: Galaxia. 360 páginas. Libro de bolsillo de la editorial .

### Biografía
- Cuando te ríes. Los Contentos (Algunos malditos pioneros del garage) ( 2014 ). Xónix. Sobre la banda lucense Los Contentos. Con Piti Sanz y prólogo de Luís Tosar .
- Andrés do Barro . Adiós. El músico que llevó el pop gallego al número uno de ventas en España ( 2015 ). Teléfono de la casa. [11]
- Suso Vaamonde. El canto libre y comprometido de un pueblo ( 2022 ). Vigo: Galaxia, Col. Informe. [12]